# Euphyia rectifascia
Euphyia rectifascia är en fjärilsart som beskrevs av Max Joseph Bastelberger 1907. Euphyia rectifascia ingår i släktet Euphyia och familjen mätare. Inga underarter finns listade i Catalogue of Life.